# Campionato Dilettanti Veneto 1957-1958
Il Campionato Nazionale Dilettanti 1957-1958 è stato il V livello del campionato italiano. A carattere regionale, fu il primo campionato dilettantistico con questo nome, e il sesto se si considera che alla Promozione fu cambiato il nome assegnandogli questo.
Il campionato era organizzato su base regionale dalle Leghe Regionali e le vincenti di ogni girone venivano ammesse alla successiva fase regionale che attribuiva il titolo di lega, mentre erano complessivamente trentadue squadre, distribuite fra le regioni secondo lo schema della vecchia Promozione, a contendersi lo Scudetto Dilettanti.
Questi sono i gironi organizzati dalla Lega Regionale Veneta per la regione Veneto.

## Girone A

### Squadre partecipanti
| Squadra                    | Città (provincia)                  | Stagione 1956-1957 |
| -------------------------- | ---------------------------------- | ------------------ |
| G.S. Ambrosiana            | Sant'Ambrogio di Valpolicella (VR) |                    |
| A.S. Aquila Valeggio       | Villafranca di Verona (VR)         |                    |
| A.C. Bovolone              | Bovolone (VR)                      |                    |
| U.S. Cadidavid             | Verona                             |                    |
| U.S. Libertas Caldiero     | Caldiero (VR)                      |                    |
| A.S. Nogara                | Nogara (VR)                        |                    |
| A.C. Pescantina            | Pescantina (VR)                    |                    |
| A.C. San Bonifacese        | San Bonifacio (VR)                 |                    |
| A.S. San Giovanni Lupatoto | San Giovanni Lupatoto (VR)         |                    |
| A.C. San Zeno              | Verona                             |                    |
| A.C. Scaligera             | Isola della Scala (VR)             |                    |
| U.S. Soave                 | Soave (VR)                         |                    |
| A.C. Vigasio               | Vigasio (VR)                       |                    |
| A.C. Zevio                 | Zevio (VR)                         |                    |

### Classifica finale
|  | Pos. | Squadra               | Pt | G  | V  | N | P  | GF | GS | DR  |
|  | ---- | --------------------- | -- | -- | -- | - | -- | -- | -- | --- |
|  | 1.   | Pescantina            | 39 | 26 | 16 | 7 | 3  | 75 | 34 | +41 |
|  | 2.   | Sambonifacese         | 38 | 26 | 18 | 2 | 6  | 70 | 28 | +42 |
|  | 3.   | Libertas Caldiero     | 37 | 26 | 16 | 5 | 5  | 62 | 26 | +36 |
|  | 3.   | Bovolone              | 37 | 26 | 15 | 7 | 4  | 59 | 28 | +31 |
|  | 5.   | Soave                 | 33 | 26 | 14 | 5 | 7  | 72 | 36 | +36 |
|  | 6.   | San Giovanni Lupatoto | 29 | 26 | 11 | 7 | 8  | 37 | 38 | -1  |
|  | 7.   | Ambrosiana            | 24 | 26 | 10 | 4 | 12 | 32 | 58 | -26 |
|  | 7.   | Nogara                | 24 | 26 | 10 | 4 | 12 | 56 | 52 | +4  |
|  | 7.   | Zevio                 | 24 | 26 | 10 | 4 | 12 | 52 | 61 | -9  |
|  | 10.  | San Zeno              | 23 | 26 | 9  | 5 | 12 | 34 | 47 | -13 |
|  | 10.  | Cadidavid             | 23 | 26 | 9  | 5 | 12 | 39 | 50 | -11 |
|  | 12.  | Aquila Valeggio       | 18 | 26 | 5  | 8 | 13 | 39 | 55 | -16 |
|  | 13.  | Vigasio               | 10 | 26 | 4  | 2 | 20 | 27 | 72 | -45 |
|  | 14.  | Scaligera             | 5  | 26 | 1  | 3 | 22 | 23 | 87 | -64 |

Legenda:

      Ammesso alle finali nazionali.
      Retrocesso in Prima Divisione.
Note:

Due punti a vittoria, uno a pareggio, zero a sconfitta.
Pari merito in caso di pari punti.
Differenza di 5 gol nel computo totale reti fatte/reti subite (677/672).

## Girone B

### Squadre partecipanti
| Squadra                | Città (provincia)        | Stagione 1956-1957 |
| ---------------------- | ------------------------ | ------------------ |
| U.S. Azzurra           | Sandrigo (VI)            |                    |
| A.C. Benvenuto Ronzani | Caldogno (VI)            |                    |
| A.S. Breganze          | Breganze (VI)            |                    |
| Carte Burgo Sez.Calcio | Lugo di Vicenza (VI)     |                    |
| A.S. Ceramiche Novesi  | Nove (VI)                |                    |
| U.S. Cittadellese      | Cittadella (PD)          |                    |
| G.S. Giorgione         | Castelfranco Veneto (TV) |                    |
| A.C. Lonigo            | Lonigo (VI)              |                    |
| U.S. Malo              | Malo (VI)                |                    |
| U.S. Marosticense      | Marostica (VI)           |                    |
| A.C. Olimpia           | Cittadella (PD)          |                    |
| Pol. Plateola          | Piazzola sul Brenta (PD) |                    |
| C.S.I. Silva           | Marano Vicentino (VI)    |                    |
| A.C. Thiene            | Thiene (VI)              |                    |

### Classifica finale
|  | Pos. | Squadra           | Pt | G  | V | N | P | GF | GS | DR |
|  | ---- | ----------------- | -- | -- | - | - | - | -- | -- | -- |
|  | 1.   | Azzurra Sandrigo  | 40 | 26 |   |   |   |    |    |    |
|  | 2.   | Breganze          | 36 | 26 |   |   |   |    |    |    |
|  | 3.   | Malo              | 34 | 26 |   |   |   |    |    |    |
|  | 4.   | Silva             | 31 | 26 |   |   |   |    |    |    |
|  | 5.   | Benvenuto Ronzani | 31 | 26 |   |   |   |    |    |    |
|  | 6.   | Olimpia           | 30 | 26 |   |   |   |    |    |    |
|  | 7.   | Cittadellese      | 30 | 26 |   |   |   |    |    |    |
|  | 8.   | Lonigo            | 23 | 26 |   |   |   |    |    |    |
|  | 9.   | Plateola          | 22 | 26 |   |   |   |    |    |    |
|  | 10.  | Thiene            | 22 | 26 |   |   |   |    |    |    |
|  | 11.  | Ceramiche Novesi  | 21 | 26 |   |   |   |    |    |    |
|  | 12.  | Carte Burgo       | 19 | 26 |   |   |   |    |    |    |
|  | 13.  | Giorgione         | 13 | 26 |   |   |   |    |    |    |
|  | 14.  | Marosticense      | 12 | 26 |   |   |   |    |    |    |

Legenda:

      Ammesso alle finali nazionali.
      Retrocesso in Prima Divisione.
Note:

Due punti a vittoria, uno a pareggio, zero a sconfitta.
Pari merito in caso di pari punti.

## Girone C

### Squadre partecipanti
| Squadra                              | Città (provincia)    | Stagione 1956-1957 |
| ------------------------------------ | -------------------- | ------------------ |
| U.S. Adriese                         | Adria (RO)           |                    |
| A.C. "Aldo Ballarin"                 | Rovigo               |                    |
| A.C. Badia                           | Badia Polesine (RO)  |                    |
| A.C. Cologna                         | Cologna Veneta (VR)  |                    |
| A.C. Contarina                       | Contarina (RO)       |                    |
| A.C. Dextrosport                     | Castelmassa (RO)     |                    |
| A.C. Este                            | Este (PD)            |                    |
| G.S. Officine Galileo A.C. Battaglia | Battaglia Terme (PD) |                    |
| A.C. Legnago                         | Legnago (VR)         |                    |
| U.S. Lendinarese                     | Lendinara (RO)       |                    |
| A.S. Minerbe                         | Minerbe (VR)         |                    |
| U.S. Petrarca                        | Padova               |                    |
| U.C. Solesinese                      | Solesino (PD)        |                    |
| A.C. Trecenta                        | Trecenta (RO)        |                    |

### Classifica finale
|  | Pos. | Squadra          | Pt | G  | V  | N  | P  | GF | GS | DR  |
|  | ---- | ---------------- | -- | -- | -- | -- | -- | -- | -- | --- |
|  | 1.   | Lendinarese      | 43 | 26 | 18 | 7  | 1  | 71 | 23 | +48 |
|  | 2.   | Solesinese       | 38 | 26 | 17 | 4  | 5  | 59 | 27 | +32 |
|  | 3.   | "Aldo Ballarin"  | 33 | 26 | 13 | 7  | 6  | 44 | 24 | +20 |
|  | 4.   | Dextrosport      | 32 | 26 | 13 | 6  | 7  | 44 | 28 | +16 |
|  | 5.   | Minerbe          | 29 | 26 | 12 | 5  | 9  | 43 | 33 | +10 |
|  | 6.   | Este             | 27 | 26 | 11 | 5  | 10 | 41 | 31 | +10 |
|  | 6.   | Badia            | 27 | 26 | 12 | 4  | 10 | 30 | 39 | -9  |
|  | 8.   | Contarina        | 25 | 26 | 9  | 7  | 10 | 33 | 36 | -3  |
|  | 9.   | Officine Galileo | 23 | 26 | 8  | 7  | 11 | 34 | 45 | -11 |
|  | 10.  | Adriese          | 22 | 26 | 4  | 14 | 8  | 24 | 43 | -19 |
|  | 11.  | Cologna Veneta   | 21 | 26 | 8  | 5  | 13 | 43 | 43 | 0   |
|  | 12.  | Petrarca         | 20 | 26 | 8  | 4  | 14 | 38 | 52 | -14 |
|  | 13.  | Legnago          | 17 | 26 | 7  | 5  | 14 | 29 | 50 | -21 |
|  | 14.  | Trecenta         | 4  | 26 | 0  | 4  | 22 | 20 | 79 | -59 |

Legenda:

      Ammesso alle finali nazionali.
      Retrocesso in Prima Divisione.
Note:

Due punti a vittoria, uno a pareggio, zero a sconfitta.
Pari merito in caso di pari punti.

## Girone D

### Squadre partecipanti
| Squadra                      | Città (provincia)         | Stagione 1956-1957 |
| ---------------------------- | ------------------------- | ------------------ |
| C.S. Coneglianese            | Conegliano (TV)           |                    |
| U.S. Feltrese                | Feltre (BL)               |                    |
| U.S. Italo Sport-Burano      | Venezia                   |                    |
| A.C. Jesolo                  | Jesolo (VE)               |                    |
| U.S. La Rondine              | Meolo (VE)                |                    |
| C.S.I. Mestre Edelweiss      | Venezia                   |                    |
| G.S. Mira                    | Mira (VE)                 |                    |
| U.S. Miranese                | Mirano (VE)               |                    |
| A.C. Montebelluna            | Montebelluna (TV)         |                    |
| U.S. Opitergina              | Oderzo (TV)               |                    |
| A.C. Pro Mogliano            | Mogliano Veneto (TV)      |                    |
| C.R.A.L. S.A.V.A. Sez.Calcio | Porto Marghera di Venezia |                    |
| A.C. San Donà                | San Donà di Piave (VE)    |                    |
| A.C. San Stino               | San Stino di Livenza (VE) |                    |

### Classifica finale
|  | Pos. | Squadra            | Pt | G  | V  | N  | P  | GF | GS | DR  |
|  | ---- | ------------------ | -- | -- | -- | -- | -- | -- | -- | --- |
|  | 1.   | Miranese           | 43 | 26 | 19 | 5  | 2  | 68 | 27 | +41 |
|  | 2.   | Pro Mogliano       | 38 | 26 | 15 | 8  | 3  | 48 | 17 | +31 |
|  | 3.   | Coneglianese       | 37 | 26 | 12 | 13 | 1  | 39 | 19 | +20 |
|  | 4.   | Montebelluna       | 33 | 26 | 12 | 9  | 5  | 51 | 37 | +14 |
|  | 5.   | Italo Sport-Burano | 30 | 26 | 12 | 6  | 8  | 33 | 32 | +1  |
|  | 6.   | Sandonà 1922       | 27 | 26 | 10 | 7  | 9  | 39 | 34 | +5  |
|  | 6.   | San Stino          | 27 | 26 | 11 | 5  | 10 | 51 | 37 | +14 |
|  | 8.   | Opitergina         | 25 | 26 | 6  | 13 | 7  | 28 | 35 | -7  |
|  | 9.   | Jesolo             | 24 | 26 | 9  | 6  | 11 | 43 | 41 | +2  |
|  | 10.  | Mira               | 22 | 26 | 6  | 10 | 10 | 43 | 44 | -1  |
|  | 10.  | S.A.V.A.           | 22 | 26 | 7  | 8  | 11 | 36 | 46 | -10 |
|  | 12.  | La Rondine         | 19 | 26 | 8  | 3  | 15 | 30 | 54 | -24 |
|  | 13.  | Feltrese           | 13 | 26 | 3  | 7  | 16 | 23 | 49 | -26 |
|  | 14.  | Mestre Edelweiss   | 4  | 26 | 0  | 4  | 22 | 15 | 65 | -50 |

Legenda:

      Ammesso alle finali nazionali.
      Successivamente ammesso in Interregionale.
      Retrocesso in Prima Divisione.
Note:

Due punti a vittoria, uno a pareggio, zero a sconfitta.
Pari merito in caso di pari punti.

## Finali regionali

### Turno Preliminare
Le gare si sono svolte il 4 maggio 1958.
| Squadra 1  | Risultato | Squadra 2        |
| ---------- | --------- | ---------------- |
| Pescantina | 3 - 1     | Azzurra Sandrigo |
| Miranese   | 3 - 1     | Lendinarese      |

### Finali
La gara di andata si è svolta il 11 maggio 1958, quella di ritorno il 15 maggio.
| Squadra 1   | Totale | Squadra 2        | Andata | Ritorno |
| ----------- | ------ | ---------------- | ------ | ------- |
| Lendinarese | 5 - 8  | Azzurra Sandrigo | 3 - 4  | 2 - 4   |
| Miranese    | 5 - 2  | Pescantina       | 3 - 1  | 2 - 1   |

- Classifica Finale: 1.Azzurra Sandrigo; 2.Miranese; 3.Lendinarese; 4.Pescantina.
- Azzurra Sandrigo campione regionale veneto.
- Azzurra Sandrigo, Miranese, Lendinarese promosse nel Campionato Interregionale

## Verdetti finali
- Azzurra Sandrigo, Lendinarese e Miranese sono qualificate alle finali del Campionato Nazionale Dilettanti.
- Miranese promossa in Interregionale 1958-1959.
- Azzurra Sandrigo e Lendinarese rinunciano alla promozione in Interregionale.
- Pescantina rinuncia alla successiva ammissione in Interregionale alla rinuncia di due delle tre promosse.
- Pro Mogliano in seguito ammessa alla IV Serie come vincente della Coppa Veneto.[5] per rifiuto di ben tre delle quattro capoliste venete.
- Edelweiss, Feltrese, Legnago Marosticense, Scaligera, Trecenta e Vigasio retrocesse in Prima Divisione.